# Club Deportivo Wanka
Maillots
Dernière mise à jour : 11 avril 2021.
Le Club Deportivo Wanka est un club péruvien de football basé à Huancayo.

## Histoire

### L'ère SIPESA
Fondé le 26 octobre 1969 à Chimbote sous le nom de Club Ovación Miraflores, le club change de nom en Club Ovación SIPESA en 1989 en vertu du soutien apporté par Raúl Camino Miranda, gérant d'un important syndicat de pêche : le Sindicato Pesquero S.A. (SIPESA).
Fort de cet aval financier, il remporte l'année suivante la ligue départementale d'Áncash puis s'octroie le Torneo Zonal - un mini-championnat pour la montée ouvert à 37 clubs du pays classés en zones géographiques - en 1992. Cette dernière victoire lui ouvre les portes de la 1re division qu'il intègre dès 1993.
Rebaptisé en Club Deportivo SIPESA, le club connaît son âge d'or dans les années 1990, et participe à son premier – et seul – tournoi international de son histoire, la Copa CONMEBOL en 1993. Dirigés par Moisés Barack, ils éliminent le CS Emelec en 8e de finale (0-1, 3-2. 4-3tab) mais s'inclinent en quarts de finale face à l'Atlético Mineiro (1-1, 0-1).

### L'ère Deportivo Pesquero
En 1996, le club se transforme en  Club Deportivo Pesquero. Entraîné par Roberto Chale, il voit l'apparition de Claudio Pizarro qui y fait ses débuts professionnels. En 1999, le club est tout près de la descente et se sauve in extremis lors du barrage de promotion-relégation avec le champion de 2e division, l'América Cochahuayco (2-2, 4-3tab).

### L'ère Deportivo Wanka
En février 2000, le club quitte le port de Chimbote et part s'installer à Huancayo, ville située dans le centre du Pérou. Il change encore de nom en Club Deportivo Wanka et se maintient péniblement en D1 en 2000 et 2001 au point de jouer deux barrages : en 2000 contre l'Alcides Vigo, champion de D2, dans un barrage de promotion-relégation (victoire 1-0ap) ; puis l'année suivante contre le Juan Aurich, dans un barrage pour le maintien (1-2, 4-0). En 2003, il termine àvant-dernier du championnat mais la Fédération péruvienne de football annule la relégation en raison d'une grève de joueurs qui interrompt le déroulement du championnat qui n'arrive pas à son terme. 
En 2004, le club change à nouveau de ville et opte cette fois-ci pour Cerro de Pasco, ville minière située à 4 330 m. d'altitude. Cela n'empêche pas sa relégation en 2e division. Le Deportivo Wanka décide alors d'entamer un procès en justice contre la Fédération péruvienne et son président Manuel Burga ce qui lui vaut d'être suspendu de toute compétition nationale et internationale. Même si cette suspension fut levée par le Tribunal constitutionnel du Pérou en 2008, le Deportivo Wanka demeure inactif depuis. 
À noter que plusieurs clubs de Chimbote ont adopté des noms faisant référence aux différentes appellations du club dans le passé : Sport Ovación Miraflores (fondé en 2006), Deportivo Unión Pesquero (fondé également en 2006) ou encore Academia SIPESA (fondé en 2007).

## Résultats sportifs

### Palmarès
| Compétitions nationales                                                            | Compétitions régionales                                 |
| - Torneo Zonal (1) : - Vainqueur : 1992. - Torneo Intermedio : - Finaliste : 1993. | - Ligue de la région d'Áncash (1) : - Vainqueur : 1990. |

### Bilan et records
- Saisons au sein du championnat du Pérou : 12 (1993-2004).
- Saisons au sein du championnat du Pérou D2 : 0.
- Participations internationales : 1.
  - Copa CONMEBOL en 1993 (quart de finaliste).

Note: en italique, tournois disparus.

## Couleurs et logo

### Maillot
Historique
Évolution des maillots utilisés à domicile. 

| Ovación SIPESA (1969-1992) | Deportivo SIPESA (1992–1996) | Deportivo Pesquero (1996-2000) | Deportivo Wanka (2000-2004) |

## Personnalités historiques du club

### Joueurs

#### Grands noms
Parmi les joueurs marquants du club dans les années 1990, on peut citer Julio César Balerio (gardien uruguayen naturalisé péruvien), Jorge Hirano, Ader Cruz et Martín Dall'Orso, qui se sont distingués lors de l'épopée du Deportivo SIPESA durant la Copa CONMEBOL 1993. Claudio Pizarro, emblème du football péruvien des années 2000, fit ses débuts professionnels au sein du Deportivo Pesquero en 1996. En 2000, Sergio Ibarra, buteur historique du championnat du Pérou, joue sous le maillot du club rebaptisé en Deportivo Wanka. Enfin, Jorge Ramírez devint meilleur buteur du championnat du Pérou l'année suivante (21 buts).

### Entraîneurs
| - Elber Rubiñoz (1991) - José Carlos Amaral (1992) - Gustavo Merino (1993) - Hipólito Estrada (1993) - Ramón Quiroga (1993) - Moisés Barack (1993) - Miguel Ángel Arrué (1994-1995) - Elber Rubiñoz (1995) - Roberto Chale (1995 / 1996) - Luis Reyna (1996) - Pedro Novella (1996) - Roberto Arrelucea (1996-1997) | - César Cubilla (1997) - Ramón Mifflin (1997-1999) - Héctor Chumpitaz Dulanto (1999) - José Carlos Amaral (1999) - César Cubilla (2000) - Freddy Bustamante (2000) - Roberto Mosquera (2000) - Pedro Novella (2001) - Alfonso Reyna (2001) | - Moisés Barack (2001) - Roberto Mosquera (2001-2002) - Alfonso Reyna (2002) - José "Chepe" Torres (2002) - Medardo Arce (2002-2003) - Alfonso Reyna (2003) - César Cubilla (2003-2004) - Édgar Ospina (2004) - Alfonso Reyna (2004) |